# Llista de Béns Culturals d'Interès Nacional de la Noguera
Llista de Béns Culturals d'Interès Nacional de la Noguera inscrits en el Registre de Béns Culturals d'Interès Nacional (BCIN) del Departament de Cultura de la Generalitat de Catalunya per a la comarca de la Noguera. Inclou els béns immobles més rellevants del patrimoni cultural que tenen la categoria de protecció de major rang com a unitat singular, conjunt, espai o zona amb valors culturals, històrics o tècnics.
L'any 2018, la Noguera comptava amb 107 béns culturals d'interès nacional classificats en 82 monuments històrics, 1 conjunt històric, 19 zones arqueològiques i 5 zones paleontològiques. A continuació es mostren les últimes dades disponibles ordenades per municipis.

## Patrimoni arquitectònic
| Monument                                                                      | Protecció       | Estil/època                                       | Localització                                             | Coordenades                                          | Codi?         | Imatge |
| ----------------------------------------------------------------------------- | --------------- | ------------------------------------------------- | -------------------------------------------------------- | ---------------------------------------------------- | ------------- | --- |
| Església de Sant Vicenç                                                       | BCIN 241-MH-EN  | Gòtic, barroc XIV, XVIII                          | Àger C. Sant Vicenç                                      | 41° 59′ 56″ N, 0° 45′ 51″ E / 41.999008°N,0.764278°E | RI-51-0010220 | Església de Sant Vicenç (Àger) · Vegeu més fotos d'aquest monument · Carregueu una nova foto d'aquest monument                                        |
| Castell i Col·legiata de Sant Pere                                            | BCIN 252-MH     | Romànic, gòtic, gòtic tardà X-XIV, XVII-XVIII     | Àger                                                     | 41° 59′ 59″ N, 0° 45′ 46″ E / 41.999814°N,0.762651°E | RI-51-0006200 | Castell i Col·legiata de Sant Pere (Àger) · Vegeu més fotos d'aquest monument · Carregueu una nova foto d'aquest monument                             |
| Les Torres de Cas                                                             | BCIN 253-MH     | XI-XII                                            | Àger                                                     | 41° 58′ 12″ N, 0° 47′ 35″ E / 41.969865°N,0.792952°E | RI-51-0006201 | Les Torres de Cas (Àger) · Vegeu més fotos d'aquest monument · Carregueu una nova foto d'aquest monument                                              |
| Castell de Sant Llorenç, Sant Llorenç del Montsec                             | BCIN 254-MH     | Romànic XI                                        | Àger                                                     | 42° 02′ 35″ N, 0° 41′ 39″ E / 42.043183°N,0.694272°E | RI-51-0006202 | Castell de Sant Llorenç (Àger) · Vegeu més fotos d'aquest monument · Carregueu una nova foto d'aquest monument                                        |
| Torre de Fontdepou                                                            | BCIN 255-MH     | XI                                                | Àger                                                     | 41° 57′ 40″ N, 0° 45′ 27″ E / 41.961031°N,0.757586°E | RI-51-0006203 | Torre de Fontdepou (Àger) · Vegeu més fotos d'aquest monument · Carregueu una nova foto d'aquest monument                                             |
| Torre de Millà, Torre dels Masos de Millà o Torre dels Moros                  | BCIN 256-MH     | X, XI-XII                                         | Àger Millà                                               | 41° 57′ 28″ N, 0° 41′ 52″ E / 41.957857°N,0.697813°E | RI-51-0006205 | Torre de Millà (Àger) · Vegeu més fotos d'aquest monument · Carregueu una nova foto d'aquest monument                                                 |
| Castell de Corçà, Castell dels Moros                                          | BCIN 257-MH     | Medieval                                          | Àger Corçà                                               | 42° 01′ 49″ N, 0° 41′ 10″ E / 42.030218°N,0.686101°E | RI-51-0006204 | Castell de Corçà (Àger) · Vegeu més fotos d'aquest monument · Carregueu una nova foto d'aquest monument                                               |
| Castell de la Règola                                                          | BCIN 258-MH     | Medieval                                          | Àger Sense restes                                        | 41° 59′ 43″ N, 0° 47′ 35″ E / 41.99521°N,0.793143°E  | RI-51-0006206 | La Règola (Àger) · Vegeu més fotos d'aquest monument · Carregueu una nova foto d'aquest monument                                                      |
| Nucli històric d'Àger                                                         | BCIN 1960-CH-EN | Romànic, gòtic, barroc, obra popular Medieval-XXI | Àger                                                     | 41° 59′ 59″ N, 0° 45′ 45″ E / 41.999779°N,0.762437°E | RI-53-0000501 | Nucli històric d'Àger · Vegeu més fotos d'aquest monument · Carregueu una nova foto d'aquest monument                                                 |
| Església parroquial de l'Assumpció                                            | BCIN 260-MH-EN  | Neoclassicisme XVIII                              | Albesa Pl. Major                                         | 41° 45′ 04″ N, 0° 39′ 38″ E / 41.751166°N,0.660519°E | IPA-286       | Església parroquial de l'Assumpció (Albesa) · Vegeu més fotos d'aquest monument · Carregueu una nova foto d'aquest monument                           |
| Castell d'Albesa                                                              | BCIN 730-MH     | Medieval                                          | Albesa                                                   | 41° 45′ 09″ N, 0° 39′ 43″ E / 41.752543°N,0.661877°E | RI-51-0006215 | Carregueu una nova foto d'aquest monument |
| Castell d'Algerri                                                             | BCIN 464-MH     | Gòtic XII-XVI                                     | Algerri Tossal que domina el nucli                       | 41° 49′ 04″ N, 0° 38′ 15″ E / 41.817785°N,0.637396°E | RI-51-0006223 | Castell d'Algerri · Vegeu més fotos d'aquest monument · Carregueu una nova foto d'aquest monument                                                     |
| Castell de la Figuera, o Torre de la Figuera                                  | BCIN 4127-MH-ZA | XII                                               | Algerri La Figuera                                       | 41° 50′ 31″ N, 0° 39′ 53″ E / 41.841928°N,0.664678°E | IPA-30882     | Castell de la Figuera (Algerri) · Modifica el valor a Wikidata · Vegeu més fotos d'aquest monument · Carregueu una nova foto d'aquest monument        |
| Castell d'Alòs, o Castell de la Mare de Déu                                   | BCIN 465-MH     | Romànic, gòtic X-XIII, XIV-XV                     | Alòs de Balaguer                                         | 41° 54′ 51″ N, 0° 57′ 20″ E / 41.914296°N,0.955495°E | RI-51-0006231 | Castell d'Alòs (Alòs de Balaguer) · Vegeu més fotos d'aquest monument · Carregueu una nova foto d'aquest monument                                     |
| Castell d'Artesa, o Castellot                                                 | BCIN 481-MH     | Obra popular Medieval                             | Artesa de Segre                                          | 41° 53′ 31″ N, 1° 03′ 17″ E / 41.892030°N,1.054741°E | RI-51-0006246 | Castell d'Artesa (Artesa de Segre) · Vegeu més fotos d'aquest monument · Carregueu una nova foto d'aquest monument                                    |
| La Granja                                                                     | BCIN 482-MH     | XVI-XVII                                          | Artesa de Segre C. Prat de la Riba, 28                   | 41° 53′ 49″ N, 1° 02′ 52″ E / 41.896817°N,1.047704°E | RI-51-0006247 | La Granja (Artesa de Segre) · Vegeu més fotos d'aquest monument · Carregueu una nova foto d'aquest monument                                           |
| Castell de la Vall d'Ariet, o Castell dels Moros                              | BCIN 483-MH     | Romànic XII                                       | Artesa de Segre                                          | 41° 57′ 21″ N, 0° 59′ 52″ E / 41.955711°N,0.997672°E | RI-51-0006248 | Castell de la Vall d'Ariet (Artesa de Segre) · Vegeu més fotos d'aquest monument · Carregueu una nova foto d'aquest monument                          |
| Castell de Comiols                                                            | BCIN 484-MH     | XII-XV                                            | Artesa de Segre                                          | 42° 01′ 32″ N, 1° 06′ 03″ E / 42.025681°N,1.100938°E | RI-51-0006249 | Castell de Comiols (Artesa de Segre) · Vegeu més fotos d'aquest monument · Carregueu una nova foto d'aquest monument                                  |
| Castell i església de Sant Miquel de Montmagastre                             | BCIN 485-MH     | Romànic XI, XVII                                  | Artesa de Segre Montmagastre                             | 41° 58′ 34″ N, 1° 07′ 44″ E / 41.976089°N,1.128922°E | RI-51-0006250 | Castell i església de Sant Miquel de Montmagastre (Artesa de Segre) · Vegeu més fotos d'aquest monument · Carregueu una nova foto d'aquest monument   |
| Castell de Vilves                                                             | BCIN 486-MH     | Obra popular, romànic XII-XIII                    | Artesa de Segre Vilves                                   | 41° 55′ 04″ N, 1° 04′ 57″ E / 41.917642°N,1.082468°E | RI-51-0006254 | Castell de Vilves (Artesa de Segre) · Vegeu més fotos d'aquest monument · Carregueu una nova foto d'aquest monument                                   |
| Castell de Tudela                                                             | BCIN 785-MH     | Obra popular Medieval                             | Artesa de Segre                                          | 41° 52′ 18″ N, 1° 05′ 03″ E / 41.871531°N,1.084093°E | RI-51-0006251 | Castell de Tudela (Artesa de Segre) · Vegeu més fotos d'aquest monument · Carregueu una nova foto d'aquest monument                                   |
| Castell de Grialó                                                             | BCIN 786-MH     | Romànic Medieval                                  | Artesa de Segre Grialó - Collderat                       | 41° 54′ 01″ N, 1° 06′ 21″ E / 41.900330°N,1.105712°E | RI-51-0006252 | Castell de Grialó (Artesa de Segre) · Vegeu més fotos d'aquest monument · Carregueu una nova foto d'aquest monument                                   |
| Castell de Seró                                                               | BCIN 787-MH     | Obra popular Medieval                             | Artesa de Segre                                          | 41° 52′ 32″ N, 1° 06′ 22″ E / 41.875453°N,1.106244°E | RI-51-0006253 | Castell de Seró (Artesa de Segre) · Vegeu més fotos d'aquest monument · Carregueu una nova foto d'aquest monument                                     |
| Collfred                                                                      | BCIN 812-MH     |                                                   | Artesa de Segre                                          | 41° 54′ 58″ N, 1° 06′ 49″ E / 41.915974°N,1.113611°E | RI-51-0006255 | Collfred (Artesa de Segre) · Vegeu més fotos d'aquest monument · Carregueu una nova foto d'aquest monument                                            |
| Castelló de Meià                                                              | BCIN 1786-MH    |                                                   | Artesa de Segre Santa Maria de Meià                      | 41° 59′ 04″ N, 0° 58′ 54″ E / 41.984551°N,0.981675°E | RI-51-0006542 | Castelló de Meià (Artesa de Segre) · Vegeu més fotos d'aquest monument · Carregueu una nova foto d'aquest monument                                    |
| Castell de Tartareu                                                           | BCIN 491-MH     | Medieval                                          | Les Avellanes i Santa Linya                              | 41° 55′ 14″ N, 0° 43′ 08″ E / 41.920579°N,0.718803°E | RI-51-0006257 | Castell de Tartareu (les Avellanes i Santa Linya) · Vegeu més fotos d'aquest monument · Carregueu una nova foto d'aquest monument                     |
| Castell de Santa Linya                                                        | BCIN 492-MH     | Medieval                                          | Les Avellanes i Santa Linya Turó dalt de Santa Linya     | 41° 55′ 37″ N, 0° 48′ 03″ E / 41.926935°N,0.800914°E | RI-51-0006258 | Castell de Santa Linya (les Avellanes i Santa Linya) · Vegeu més fotos d'aquest monument · Carregueu una nova foto d'aquest monument                  |
| Església de Santa Maria de les Franqueses                                     | BCIN 12-MH-EN   | Romànic XII-XIII                                  | Balaguer                                                 | 41° 45′ 21″ N, 0° 47′ 27″ E / 41.755918°N,0.790807°E | RI-51-0005093 | Església de Santa Maria de les Franqueses (Balaguer) · Vegeu més fotos d'aquest monument · Carregueu una nova foto d'aquest monument                  |
| Convent de Sant Domènec                                                       | BCIN 13-MH      | Gòtic XIV-XV                                      | Balaguer                                                 | 41° 47′ 38″ N, 0° 48′ 34″ E / 41.793778°N,0.809372°E | RI-51-0001658 | Convent de Sant Domènec (Balaguer) · Vegeu més fotos d'aquest monument · Carregueu una nova foto d'aquest monument                                    |
| Església de Santa Maria                                                       | BCIN 14-MH-EN   | Gòtic XIV-XVI                                     | Balaguer Pl. de Cecília de Cominges                      | 41° 47′ 30″ N, 0° 48′ 16″ E / 41.791720°N,0.804406°E | RI-51-0005078 | Església de Santa Maria (Balaguer) · Vegeu més fotos d'aquest monument · Carregueu una nova foto d'aquest monument                                    |
| Recinte emmurallat                                                            | BCIN 737-MH     | Medieval                                          | Balaguer                                                 | 41° 47′ 28″ N, 0° 48′ 14″ E / 41.791241°N,0.803998°E | RI-51-0006263 | Recinte emmurallat (Balaguer) · Vegeu més fotos d'aquest monument · Carregueu una nova foto d'aquest monument                                         |
| Castell Formós o Castell de Balaguer                                          | BCIN 738-MH     | Medieval                                          | Balaguer Al nord del nucli antic                         | 41° 47′ 38″ N, 0° 48′ 21″ E / 41.79385°N,0.805928°E  | RI-51-0006262 | Castell Formós (Balaguer) · Vegeu més fotos d'aquest monument · Carregueu una nova foto d'aquest monument                                             |
| Monestir de Santa Maria de Gualter                                            | BCIN 75-MH      | Romànic XII-XIII                                  | La Baronia de Rialb Gualter                              | 41° 55′ 41″ N, 1° 11′ 54″ E / 41.927942°N,1.198279°E | RI-51-0000699 | Monestir de Santa Maria de Gualter (la Baronia de Rialb) · Vegeu més fotos d'aquest monument · Carregueu una nova foto d'aquest monument              |
| La Donzell de Sant Cristòfol, o Castell de la Donzell                         | BCIN 513-MH     | Medieval                                          | La Baronia de Rialb                                      | 42° 01′ 17″ N, 1° 09′ 10″ E / 42.021403°N,1.152837°E | RI-51-0006266 | Carregueu una nova foto d'aquest monument |
| Politg, Vila closa de Politg                                                  | BCIN 739-MH     | Medieval                                          | La Baronia de Rialb Politg                               | 41° 58′ 55″ N, 1° 13′ 09″ E / 41.981962°N,1.219167°E | RI-51-0006267 | Politg (la Baronia de Rialb) · Vegeu més fotos d'aquest monument · Carregueu una nova foto d'aquest monument                                          |
| Torre de Vilamajor                                                            | BCIN 560-MH     | Romànic XI                                        | Cabanabona                                               | 41° 50′ 16″ N, 1° 13′ 09″ E / 41.837794°N,1.219254°E | RI-51-0006287 | Torre de Vilamajor (Cabanabona) · Vegeu més fotos d'aquest monument · Carregueu una nova foto d'aquest monument                                       |
| Castell de Camarasa                                                           | BCIN 594-MH     | Medieval                                          | Camarasa                                                 | 41° 52′ 34″ N, 0° 52′ 41″ E / 41.876210°N,0.878012°E | RI-51-0006289 | Castell de Camarasa · Vegeu més fotos d'aquest monument · Carregueu una nova foto d'aquest monument                                                   |
| Recinte emmurallat de Camarasa                                                | BCIN 595-MH     | Obra popular XIV                                  | Camarasa                                                 | 41° 52′ 30″ N, 0° 52′ 38″ E / 41.874874°N,0.877129°E | RI-51-0006290 | Recinte emmurallat de Camarasa · Vegeu més fotos d'aquest monument · Carregueu una nova foto d'aquest monument                                        |
| Castell de Llorenç de Montgai                                                 | BCIN 801-MH     | Romànic IX-X, XII-XIII                            | Camarasa                                                 | 41° 52′ 15″ N, 0° 49′ 45″ E / 41.870964°N,0.829155°E | RI-51-0006291 | Castell de Llorenç (Camarasa) · Vegeu més fotos d'aquest monument · Carregueu una nova foto d'aquest monument                                         |
| Castell de Sant Oïsme                                                         | BCIN 1835-MH    | Romànic XI                                        | Camarasa                                                 | 41° 59′ 53″ N, 0° 50′ 41″ E / 41.998061°N,0.844655°E | RI-51-0006292 | Castell de Sant Oïsme (Camarasa) · Vegeu més fotos d'aquest monument · Carregueu una nova foto d'aquest monument                                      |
| Castell de Castelló de Farfanya                                               | BCIN 321-MH     | XI-XIV                                            | Castelló de Farfanya                                     | 41° 49′ 17″ N, 0° 43′ 33″ E / 41.821367°N,0.725767°E | RI-51-0006300 | Castell de Castelló de Farfanya · Vegeu més fotos d'aquest monument · Carregueu una nova foto d'aquest monument                                       |
| Murs, portal i arc del carrer Torrent                                         | BCIN 658-MH     | Gòtic XV                                          | Castelló de Farfanya C. Sant Domènec - c. Costa          | 41° 49′ 18″ N, 0° 43′ 39″ E / 41.821697°N,0.727635°E | RI-51-0006301 | Murs i portal (Castelló de Farfanya) · Vegeu més fotos d'aquest monument · Carregueu una nova foto d'aquest monument                                  |
| Església de Santa Maria del Castell de Cubells                                | BCIN 115-MH-EN  | Romànic XIII                                      | Cubells Pl. del Castell                                  | 41° 51′ 05″ N, 0° 57′ 31″ E / 41.851510°N,0.958667°E | RI-51-0005086 | Església de Santa Maria del Castell de Cubells · Vegeu més fotos d'aquest monument · Carregueu una nova foto d'aquest monument                        |
| Castell de Cubells                                                            | BCIN 1261-MH    |                                                   | Cubells                                                  | 41° 51′ 06″ N, 0° 57′ 30″ E / 41.851773°N,0.958465°E | RI-51-0006317 | Castell de Cubells · Vegeu més fotos d'aquest monument · Carregueu una nova foto d'aquest monument                                                    |
| Castell de Montsonís                                                          | BCIN 860-MH     | Historicisme Medieval, XX                         | Foradada Montsonís                                       | 41° 53′ 14″ N, 1° 01′ 22″ E / 41.887108°N,1.022836°E | RI-51-0006327 | Castell de Montsonís (Foradada) · Vegeu més fotos d'aquest monument · Carregueu una nova foto d'aquest monument                                       |
| Recinte fortificat de Montsonís                                               | BCIN 861-MH     | XIII-XIV                                          | Foradada Montsonís                                       | 41° 53′ 13″ N, 1° 01′ 21″ E / 41.886935°N,1.022552°E | RI-51-0006328 | Recinte fortificat de Montsonís (Foradada) · Vegeu més fotos d'aquest monument · Carregueu una nova foto d'aquest monument                            |
| Castell de Rubió de Baix o Castell de Rubió de Sòls, i capella de Sant Eudald | BCIN 862-MH     | XI-XII                                            | Foradada Rubió de Baix                                   | 41° 54′ 23″ N, 0° 59′ 50″ E / 41.906365°N,0.997160°E | RI-51-0006329 | Castell de Rubió de Baix (Foradada) · Vegeu més fotos d'aquest monument · Carregueu una nova foto d'aquest monument                                   |
| Rubió de Caps, casal dit el Castellet                                         | BCIN 863-MH     |                                                   | Foradada Rubió de Dalt                                   |                                                      | RI-51-0006330 | Carregueu una nova foto d'aquest monument |
| La Torrota                                                                    | BCIN 864-MH     | Medieval                                          | Foradada                                                 | 41° 53′ 00″ N, 1° 01′ 49″ E / 41.883403°N,1.030386°E | IPA-959       | La Torrota (Foradada) · Vegeu més fotos d'aquest monument · Carregueu una nova foto d'aquest monument                                                 |
| Castell d'Ivars, o Castell d'Alfarràs                                         | BCIN 806-MH     | Medieval                                          | Ivars de Noguera                                         | 41° 49′ 50″ N, 0° 34′ 46″ E / 41.830526°N,0.579575°E | IPA-39996     | Carregueu una nova foto d'aquest monument |
| Castell de Menàrguens                                                         | BCIN 1041-MH    | Obra popular Medieval                             | Menàrguens                                               | 41° 43′ 50″ N, 0° 44′ 36″ E / 41.730491°N,0.743196°E | RI-51-0006389 | Castell de Menàrguens · Vegeu més fotos d'aquest monument · Carregueu una nova foto d'aquest monument                                                 |
| Castell de Montgai                                                            | BCIN 1084-MH    | Romànic IX-X                                      | Montgai                                                  | 41° 48′ 03″ N, 0° 57′ 42″ E / 41.800866°N,0.961644°E | RI-51-0006396 | Castell de Montgai · Vegeu més fotos d'aquest monument · Carregueu una nova foto d'aquest monument                                                    |
| Castell d'Oliola                                                              | BCIN 1131-MH    | Medieval                                          | Oliola                                                   | 41° 52′ 35″ N, 1° 10′ 24″ E / 41.876303°N,1.173231°E | RI-51-0006408 | Castell d'Oliola · Vegeu més fotos d'aquest monument · Carregueu una nova foto d'aquest monument                                                      |
| El Gos, Castellnou del Gos                                                    | BCIN 1132-MH    |                                                   | Oliola El Gos                                            | 41° 53′ 10″ N, 1° 08′ 02″ E / 41.886153°N,1.133912°E | RI-51-0006409 | El Gos (Oliola) · Vegeu més fotos d'aquest monument · Carregueu una nova foto d'aquest monument                                                       |
| Castellblanc                                                                  | BCIN 1133-MH    | Obra popular Medieval                             | Oliola                                                   | 41° 48′ 05″ N, 1° 09′ 29″ E / 41.801370°N,1.158033°E | RI-51-0006411 | Castellblanc (Oliola) · Vegeu més fotos d'aquest monument · Carregueu una nova foto d'aquest monument                                                 |
| Monestir de Santa Maria de Bellpuig de les Avellanes                          | BCIN 167-MH     | Romànic, gòtic XII-XIII, XIV, XX                  | Os de Balaguer Carretera de Balaguer a Àger              | 41° 52′ 31″ N, 0° 45′ 27″ E / 41.875173°N,0.757607°E | RI-51-0000690 | Monestir de Santa Maria de Bellpuig de les Avellanes (Os de Balaguer) · Vegeu més fotos d'aquest monument · Carregueu una nova foto d'aquest monument |
| Castell i portal del Castell d'Os de Balaguer, o Casal d'Os                   | BCIN 1153-MH    | Medieval, XVII                                    | Os de Balaguer                                           | 41° 52′ 19″ N, 0° 43′ 04″ E / 41.871839°N,0.717725°E | RI-51-0006417 | Castell d'Os de Balaguer · Vegeu més fotos d'aquest monument · Carregueu una nova foto d'aquest monument                                              |
| Castell de Gerb                                                               | BCIN 1154-MH    |                                                   | Os de Balaguer Tossal de Gerb                            | 41° 49′ 40″ N, 0° 48′ 12″ E / 41.827899°N,0.803373°E | RI-51-0006418 | Castell de Gerb (Os de Balaguer) · Vegeu més fotos d'aquest monument · Carregueu una nova foto d'aquest monument                                      |
| Castell de Tragó i Santa Maria del castell de Tragó                           | BCIN 1155-MH    | Romànic Medieval                                  | Os de Balaguer Tragó                                     | 41° 56′ 48″ N, 0° 36′ 32″ E / 41.946638°N,0.608816°E | RI-51-0006419 | Carregueu una nova foto d'aquest monument |
| Església de Sant Pere de Ponts                                                | BCIN 180-MH     | Romànic XII                                       | Ponts                                                    | 41° 54′ 59″ N, 1° 11′ 48″ E / 41.916464°N,1.196674°E | RI-51-0000694 | Església de Sant Pere de Ponts · Vegeu més fotos d'aquest monument · Carregueu una nova foto d'aquest monument                                        |
| Castell de Ponts                                                              | BCIN 1296-MH    | Obra popular Medieval                             | Ponts                                                    | 41° 55′ 02″ N, 1° 11′ 41″ E / 41.917284°N,1.194731°E | RI-51-0006443 | Castell de Ponts · Vegeu més fotos d'aquest monument · Carregueu una nova foto d'aquest monument                                                      |
| Torre del Cargol, o Força d'Estany                                            | BCIN 1297-MH    | Romànic X, XI-XII                                 | Ponts                                                    | 41° 53′ 39″ N, 1° 08′ 08″ E / 41.894206°N,1.135667°E | RI-51-0006444 | Torre del Cargol (Ponts) · Vegeu més fotos d'aquest monument · Carregueu una nova foto d'aquest monument                                              |
| El Castellot, Castellot de Sant Joan                                          | BCIN 1298-MH    |                                                   | Ponts Torreblanca                                        | 41° 56′ 17″ N, 1° 09′ 38″ E / 41.938039°N,1.160547°E | RI-51-0006445 | El Castellot (Ponts) · Vegeu més fotos d'aquest monument · Carregueu una nova foto d'aquest monument                                                  |
| Castell de Preixens                                                           | BCIN 1320-MH    | Gòtic tardà XVI                                   | Preixens                                                 | 41° 47′ 40″ N, 1° 03′ 03″ E / 41.794474°N,1.050889°E | RI-51-0006448 | Castell de Preixens · Vegeu més fotos d'aquest monument · Carregueu una nova foto d'aquest monument                                                   |
| Castell de Pradell de Sió, o Castell de Quermançó                             | BCIN 4026-MH    | Obra popular, gòtic XV, XVIII                     | Preixens                                                 | 41° 47′ 51″ N, 1° 01′ 44″ E / 41.797425°N,1.028990°E | IPA-37618     | Castell de Pradell de Sió (Preixens) · Vegeu més fotos d'aquest monument · Carregueu una nova foto d'aquest monument                                  |
| Castell de la Sentiu, o Guàrdia de la Sentiu                                  | BCIN 1554-MH    |                                                   | La Sentiu de Sió                                         | 41° 48′ 15″ N, 0° 52′ 47″ E / 41.804278°N,0.879775°E | RI-51-0006481 | Castell de la Sentiu (la Sentiu de Sió) · Vegeu més fotos d'aquest monument · Carregueu una nova foto d'aquest monument                               |
| Antiga església de Sant Joan, o Església Vella de Sant Joan                   | BCIN 222-MH     | Gòtic tardà, barroc XIV, XVIII                    | Térmens Pl. de l'Església                                | 41° 43′ 09″ N, 0° 45′ 32″ E / 41.719053°N,0.758905°E | RI-51-0004480 | Antiga església de Sant Joan (Térmens) · Vegeu més fotos d'aquest monument · Carregueu una nova foto d'aquest monument                                |
| Castell de Térmens                                                            | BCIN 1619-MH    |                                                   | Térmens                                                  | 41° 43′ 09″ N, 0° 45′ 32″ E / 41.71919°N,0.75895°E   | RI-51-0006503 | Castell de Térmens · Vegeu més fotos d'aquest monument · Carregueu una nova foto d'aquest monument                                                    |
| Portal de la vila fortificada                                                 | BCIN 1624-MH    | Obra popular XV                                   | Tiurana                                                  | 41° 58′ 34″ N, 1° 15′ 20″ E / 41.976013°N,1.255641°E | RI-51-0006505 | Portal de la vila fortificada (Tiurana) · Vegeu més fotos d'aquest monument · Carregueu una nova foto d'aquest monument                               |
| Castell de la Ràpita                                                          | BCIN 1711-MH    | XII-XIII, XVI                                     | Vallfogona de Balaguer                                   | 41° 47′ 15″ N, 0° 50′ 01″ E / 41.787552°N,0.833610°E | RI-51-0006532 | Castell de la Ràpita (Vallfogona de Balaguer) · Vegeu més fotos d'aquest monument · Carregueu una nova foto d'aquest monument                         |
| Creu de terme de la Ràpita                                                    | BCIN 4405-MH    | Obra popular XVI-XVII                             | Vallfogona de Balaguer C. Prat de la Riba - c. Carretera | 41° 47′ 18″ N, 0° 49′ 20″ E / 41.788252°N,0.822094°E | IPA-46304     | Creu de terme de la Ràpita (Vallfogona de Balaguer) · Modifica el valor a Wikidata · Carregueu una nova foto d'aquest monument                        |
| Castell de Ribelles                                                           | BCIN 444-MH     | Historicisme XI-XX                                | Vilanova de l'Aguda                                      | 41° 53′ 01″ N, 1° 16′ 40″ E / 41.883649°N,1.277781°E | RI-51-0006539 | Castell de Ribelles (Vilanova de l'Aguda) · Vegeu més fotos d'aquest monument · Carregueu una nova foto d'aquest monument                             |
| Castell de l'Aguda, o Castell de Valldàries                                   | BCIN 1783-MH    | Romànic XI                                        | Vilanova de l'Aguda                                      | 41° 56′ 16″ N, 1° 16′ 07″ E / 41.937857°N,1.268642°E | RI-51-0006538 | Castell de l'Aguda (Vilanova de l'Aguda) · Vegeu més fotos d'aquest monument · Carregueu una nova foto d'aquest monument                              |
| Restes de fortificacions a Vilanova de l'Aguda                                | BCIN 1784-MH    | Medieval                                          | Vilanova de l'Aguda                                      | 41° 54′ 39″ N, 1° 15′ 09″ E / 41.910697°N,1.252396°E | RI-51-0006540 | Restes de fortificacions a Vilanova de l'Aguda · Vegeu més fotos d'aquest monument · Carregueu una nova foto d'aquest monument                        |
| Església de Sant Salvador de Vilalta                                          | BCIN 1972-MH    | Neoclassicisme XIX                                | Vilanova de l'Aguda Pl. de l'Església, Vilalta           | 41° 51′ 02″ N, 1° 14′ 29″ E / 41.850651°N,1.241284°E | IPA-19826     | Església de Sant Salvador de Vilalta (Vilanova de l'Aguda) · Vegeu més fotos d'aquest monument · Carregueu una nova foto d'aquest monument            |
| Església de Sant Salvador                                                     | BCIN 238-MH-EN  | Romànic, gòtic, barroc XIII, XIV-XV, XVII-XVIII   | Vilanova de Meià Pl. de l'Ereta, 1                       | 41° 59′ 44″ N, 1° 01′ 22″ E / 41.995504°N,1.022652°E | RI-51-0005083 | Església de Sant Salvador (Vilanova de Meià) · Vegeu més fotos d'aquest monument · Carregueu una nova foto d'aquest monument                          |
| Església i monestir de Santa Maria de Meià                                    | BCIN 445-MH     | Renaixement, obra popular, romànic XI, XIII, XVII | Vilanova de Meià Carrer del Viver, Santa Maria de Meià   | 41° 59′ 33″ N, 0° 59′ 28″ E / 41.992402°N,0.991090°E | IPA-516       | Església i monestir de Santa Maria de Meià (Vilanova de Meià) · Vegeu més fotos d'aquest monument · Carregueu una nova foto d'aquest monument         |
| Castell de Meià, o Castell del Puig de Meià                                   | BCIN 1785-MH    | Romànic XI-XII                                    | Vilanova de Meià                                         | 42° 00′ 10″ N, 1° 01′ 14″ E / 42.002775°N,1.020593°E | RI-51-0006541 | Castell de Meià (Vilanova de Meià) · Vegeu més fotos d'aquest monument · Carregueu una nova foto d'aquest monument                                    |
| Castell d'Orenga                                                              | BCIN 1787-MH    | Romànic XI                                        | Vilanova de Meià                                         | 41° 59′ 31″ N, 0° 56′ 44″ E / 41.991893°N,0.945459°E | RI-51-0006543 | Castell d'Orenga (Vilanova de Meià) · Vegeu més fotos d'aquest monument · Carregueu una nova foto d'aquest monument                                   |
| Castell d'Argentera                                                           | BCIN 1788-MH    | Romànic XI                                        | Vilanova de Meià Argentera                               | 41° 57′ 10″ N, 1° 01′ 57″ E / 41.952768°N,1.032491°E | RI-51-0006544 | Castell d'Argentera (Vilanova de Meià) · Vegeu més fotos d'aquest monument · Carregueu una nova foto d'aquest monument                                |
| Castell de Peralba                                                            | BCIN 3916-MH    | Romànic X-XI                                      | Vilanova de Meià                                         | 41° 59′ 38″ N, 0° 55′ 10″ E / 41.993868°N,0.919406°E | RI-51-0012061 | Castell de Peralba (Vilanova de Meià) · Vegeu més fotos d'aquest monument · Carregueu una nova foto d'aquest monument                                 |
| Castell de Cabrera, o Torre d'en Lluc                                         | BCIN 3917-MH    | XII, XIII                                         | Vilanova de Meià                                         | 42° 00′ 18″ N, 0° 54′ 56″ E / 42.005033°N,0.915645°E | RI-51-0012060 | Castell de Cabrera (Vilanova de Meià) · Vegeu més fotos d'aquest monument · Carregueu una nova foto d'aquest monument                                 |

## Patrimoni arqueològic
Sis jaciments de la Noguera estan inscrits com a Patrimoni de la Humanitat (PH) per formar part de l'art rupestre de l'arc mediterrani de la península Ibèrica.
| Monument                                                                                | Protecció       | Estil/època | Localització                                       | Coordenades                                          | Codi?         | Imatge |
| --------------------------------------------------------------------------------------- | --------------- | --- | -------------------------------------------------- | ---------------------------------------------------- | ------------- | --- |
| Les Aparets I, II, III i IV, Coves de lo Tallat Les Aparets, Coves de la Coma de la Meu | PH BCIN 2047-ZA | Cova natural amb representació gràfica, pintura. Bronze (-1800/-650) | Alòs de Balaguer Les Aparets, serra Mosquera       | 41° 54′ 40″ N, 0° 59′ 31″ E / 41.911173°N,0.992047°E | RI-55-0000304 | Les Aparets (Alòs de Balaguer) · Vegeu més fotos d'aquest monument · Carregueu una nova foto d'aquest monument     |
| Poblat d'Antona, Castell de Malagastre                                                  | BCIN 2048-ZA    | Lloc d'habitació amb estructures conservades, poblat. Assentament militar, castell. Bronze (-1800/-650). Des de Ferro-Ibèric Ple a Romà Baix Imperi (-450/476). Medieval (1150/1492)          | Artesa de Segre Muntanya d'Antona                  | 41° 53′ 40″ N, 1° 00′ 58″ E / 41.894373°N,1.016111°E | RI-55-0000091 | Carregueu una nova foto d'aquest monument                                                                          |
| Antona I, II i III, Coves d'Antona                                                      | PH BCIN 3918-ZA | Cova natural amb representació gràfica, pintura. Bronze (-1800/-650) | Artesa de Segre Muntanya d'Antona                  | 41° 53′ 38″ N, 1° 00′ 51″ E / 41.89402°N,1.014193°E  | RI-55-0000315 | Carregueu una nova foto d'aquest monument                                                                          |
| Túmul dels Reguers de Seró                                                              | BCIN 4120-MH-ZA | Lloc d'enterrament Inhumació col·lectiu, cista. Lloc amb representació gràfica sobre pedra, gravat. Des de Neolític Final a Calcolític (-2500/-1800)                                          | Artesa de Segre                                    | 41° 52′ 59″ N, 1° 07′ 07″ E / 41.883007°N,1.118558°E | IPAPC-16268   | Carregueu una nova foto d'aquest monument                                                                          |
| Abric de la Diva                                                                        | BCIN 3952-ZA    | Abrics i similars amb representació gràfica, pintura. Des de Bronze Mig a Bronze Final (-1500/-650)                                                                                           | Les Avellanes i Santa Linya                        | 41° 52′ 49″ N, 0° 48′ 43″ E / 41.880360°N,0.811848°E | IPAPC-13948   | Carregueu una nova foto d'aquest monument                                                                          |
| Cova Gran                                                                               | BCIN 4252-ZA    | Cova natural d'habitació. Lloc amb representació gràfica sobre pedra gravat. Des de Paleolític Mig a Bronze (-90000/-650)                                                                     | Les Avellanes i Santa Linya Santa Linya            | 41° 55′ 38″ N, 0° 48′ 46″ E / 41.92713°N,0.81272°E   | IPAPC-13588   | Cova Gran (les Avellanes i Santa Linya) · Carregueu una nova foto d'aquest monument                                |
| Pla d'Almatà                                                                            | BCIN 3897-ZA    | Lloc d'habitació amb estructures conservades, ciutat. Lloc d'enterrament Inhumació col·lectiu, necròpolis. Assentament militar, muralla. Medieval (800/1150)                                  | Balaguer                                           | 41° 47′ 56″ N, 0° 48′ 11″ E / 41.798808°N,0.803006°E | IPAPC-7230    | Pla d'Almatà (Balaguer) · Vegeu més fotos d'aquest monument · Carregueu una nova foto d'aquest monument            |
| Cova del Tabac, o Cova del Tabaco                                                       | PH BCIN 2049-ZA | Cova natural d'habitació sense estructures. Cova natural amb representació gràfica, pintura. Des de Neolític Antic a Calcolític (-5500/-1800). Des de Bronze Antic a Bronze Mig (-1800/-1200) | Camarasa La Feixa                                  | 41° 54′ 00″ N, 0° 52′ 36″ E / 41.899966°N,0.876756°E | RI-55-0000312 | Cova del Tabac (Camarasa) · Vegeu més fotos d'aquest monument · Carregueu una nova foto d'aquest monument          |
| Balma del Pantà                                                                         | PH BCIN 2059-ZA | Abrics i similars amb representació gràfica, pintura | Camarasa Rendisclera de la Maçana                  | 41° 54′ 44″ N, 0° 52′ 53″ E / 41.912345°N,0.881385°E | RI-55-0000307 | Carregueu una nova foto d'aquest monument                                                                          |
| Roca dels Bous                                                                          | BCIN 4337-ZA    | Abrics i similars d'habitació sense estructures Paleolític mitjà (-90000/-33000) | Camarasa Sant Llorenç de Montgai                   | 41° 52′ 25″ N, 0° 50′ 39″ E / 41.8736°N,0.8441°E     | IPAPC-7280    | Carregueu una nova foto d'aquest monument                                                                          |
| Abric del Corral d'Esmet                                                                | BCIN 3953-ZA    | Abrics i similars amb representació gràfica, pintura. Des de Neolític a Bronze (-5500/-650)                                                                                                   | Os de Balaguer                                     | 41° 53′ 35″ N, 0° 40′ 35″ E / 41.893012°N,0.676410°E | IPAPC-12357   | Carregueu una nova foto d'aquest monument                                                                          |
| Abric del Francès I                                                                     | BCIN 3954-ZA    | Abrics i similars amb representació gràfica, pintura. Des de Neolític a Bronze (-5500/-650)                                                                                                   | Os de Balaguer                                     | 41° 53′ 43″ N, 0° 40′ 18″ E / 41.895279°N,0.671613°E | IPAPC-12362   | Carregueu una nova foto d'aquest monument                                                                          |
| Abric del Francès II                                                                    | BCIN 3955-ZA    | Abrics i similars amb representació gràfica, pintura. Des de Neolític a Bronze (-5500/-650)                                                                                                   | Os de Balaguer                                     | 41° 53′ 42″ N, 0° 40′ 19″ E / 41.895071°N,0.671884°E | IPAPC-12365   | Carregueu una nova foto d'aquest monument                                                                          |
| Cova Negra de Tragó, Cova Negra de Canelles, Cova del Pi Negre                          | BCIN 4278-ZA    | Cova natural d'habitació sense estructures. Cova natural amb representació gràfica pintura. Des de Bronze Mig fins a Bronze Final (-1500/-650)                                                | Os de Balaguer Presa de Canelles, Tragó de Noguera | 41° 58′ 35″ N, 0° 36′ 49″ E / 41.9763°N,0.6135°E     | IPAPC-7331    | Carregueu una nova foto d'aquest monument                                                                          |
| Balma dels Vilars, Cova dels Vilasos, Cova dels Vilars                                  | PH BCIN 2050-ZA | Cova natural amb representació gràfica, pintura. Des de Neolític a Bronze (-5500/-650) | Os de Balaguer Barranc dels Vilars                 | 41° 52′ 21″ N, 0° 42′ 38″ E / 41.872385°N,0.710686°E | RI-55-0000303 | Balma dels Vilars (Os de Balaguer) · Vegeu més fotos d'aquest monument · Carregueu una nova foto d'aquest monument |
| Gravats de Mas de n'Olives                                                              | BCIN 4047-ZA    | Lloc amb representació gràfica sobre pedra, gravat. | Ponts                                              | 41° 55′ 01″ N, 1° 08′ 25″ E / 41.917083°N,1.140399°E | IPAPC-7341    | Gravats de Mas d'en Cel (Ponts) · Modifica el valor a Wikidata · Carregueu una nova foto d'aquest monument         |
| Cova del Cogulló, Balma del Cogulló                                                     | PH BCIN 2051-ZA | Abrics i similars amb representació gràfica, pintura. Bronze (-1800/-650) | Vilanova de Meià El Cogulló                        | 41° 59′ 53″ N, 1° 02′ 21″ E / 41.998135°N,1.039127°E | RI-55-0000309 | Carregueu una nova foto d'aquest monument                                                                          |

A més, alguns monuments històrics estan inclosos també en l'Inventari del Patrimoni Arqueològic i Paleontològic de Catalunya (IPAPC) per tenir protegit igualment el seu subsol o l'entorn.

## Patrimoni paleontològic
| Monument | Protecció    | Estil/època  | Localització                                                                  | Coordenades | Codi?       | Imatge                                    |
| --- | ------------ | ------------ | ----------------------------------------------------------------------------- | ----------- | ----------- | ----------------------------------------- |
| Jaciments de vertebrats de la Noguera: icnites de la carretera del Doll, Masia del Marull, icnites de Peralba, la Vall d'Ariet, l'Espinau | BCIN 3861-ZP | Maastrichtià | Àger, Artesa de Segre, Les Avellanes i Sant Linya, Camarasa, Vilanova de Meià |             | IPAPC-13036 | Carregueu una nova foto d'aquest monument |